# Bette Davis
|  | No s'ha de confondre amb Betty Davis. |

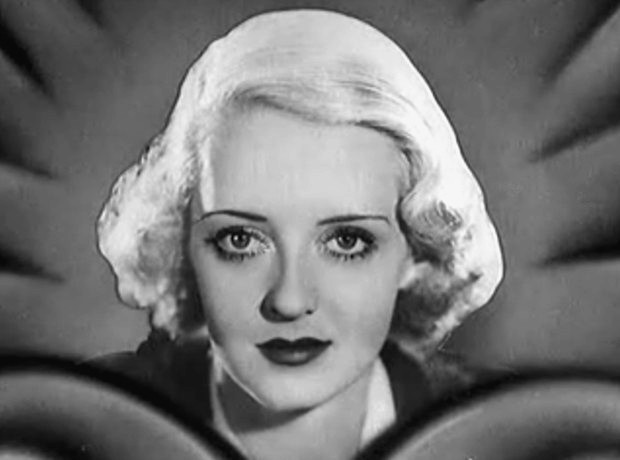
Bette Davis en el film Three on a Match

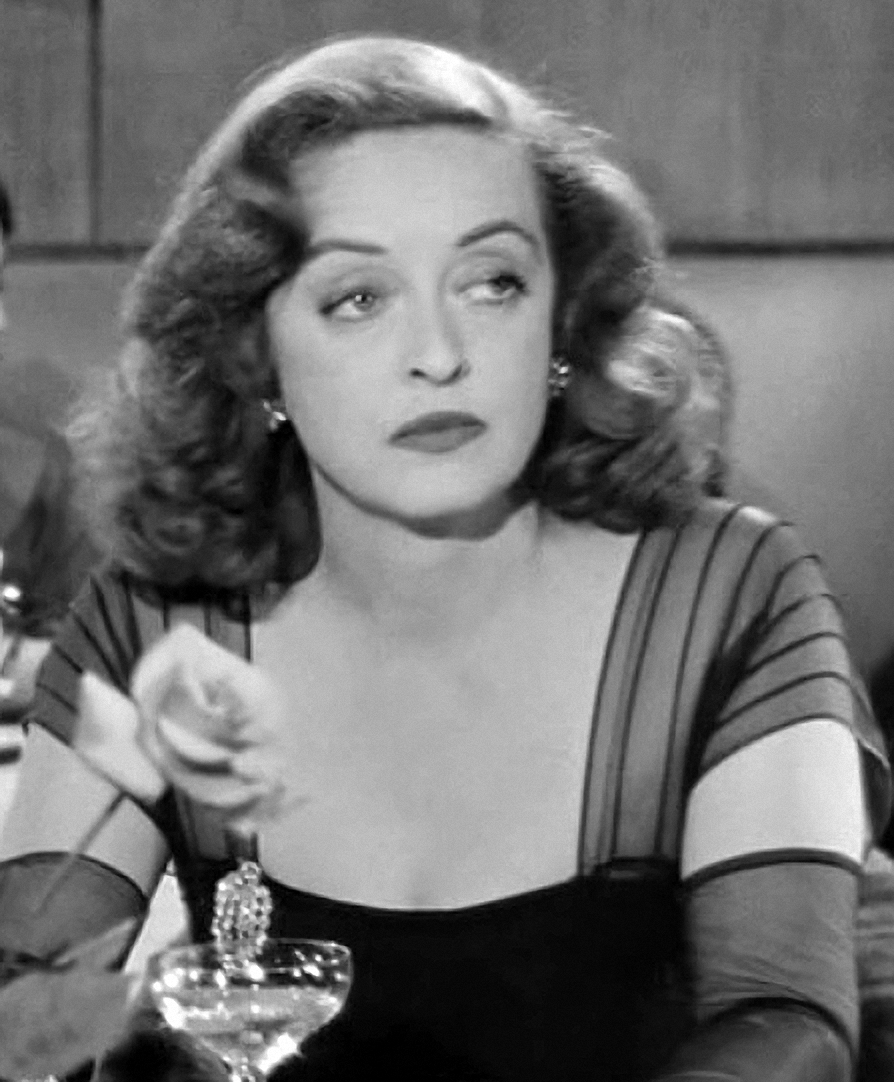
Com a Margo Channing en Tot sobre Eva

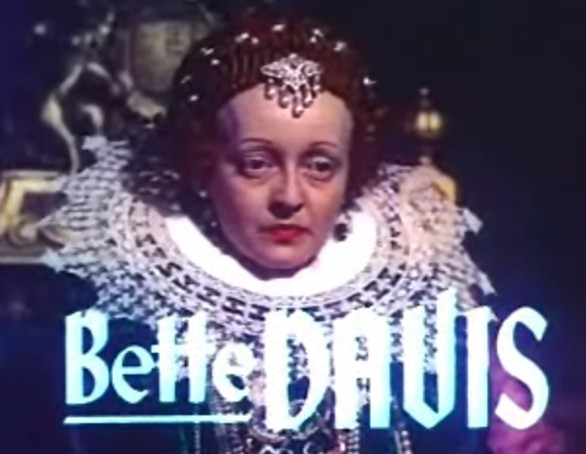
Com a Elisabet I d'Anglaterra en la pel·lícula The Private Lives of Elizabeth and Essex

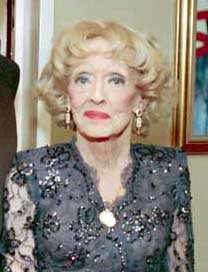
Bette Davis durant una recepció a la Casa Blanca l'any 1987

Bette Davis (Lowell, Massachusetts, Estats Units, 5 d'abril de 1908 – Neuilly-sur-Seine, França, 6 d'octubre de 1989) fou una actriu de cinema estatunidenca.

## Biografia

### Infància
Ruth Elizabeth Davis va créixer als suburbis de Boston, criada amb la seva germana Barbara ja que la seva mare, Ruth, fotògrafa, es va separar del seu marit el 1915. Els dos noms de pila de Ruth Elizabeth Davis podrien haver estat substituïts pel de Bette, en referència a la novel·la La cousine Bette de Balzac. Després de la marxa del seu pare, advocat, la vida dels Davis oscil·la entre Massachusetts, Nova Jersey i Nova York.

### Inicis artístics

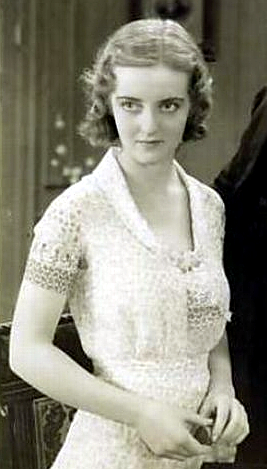
Bette Davis a The Bad Sister (1931).

Bette va debutar a l'escenari com una fada a El somni d'una nit d'estiu mentre estudiava a l'Acadèmia Cushing d'Ashburnham, Massachusetts. Després va fer classes de dansa amb Martha Graham i va estudiar durant tres anys a la John Murray Anderson's Acting Dramatic School de Nova York.
El 1928, va formar part d'un grup teatral dirigit per George Cukor i, sota la seva direcció, va actuar a Broadway a Rochester. Van seguir altres obres amb Cukor, abans de l'èxit de The Earth Between a Nova York, el 1929, i després el debut oficial a Broadway a Broken Dishes.

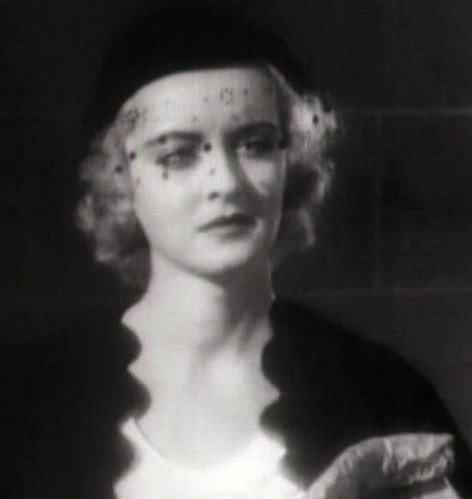
Bette Davis a Hell's House (1932).

Observada al teatre per un buscador de talents d’Universal Pictures, va fer la seva primera pel·lícula, The Bad Sister, el 1931. Carl Laemmle, director d'Universal, va cridar quan va veure aquesta pel·lícula: «Com es pot rodar una pel·lícula en què un home vegi tots els colors i acabar-la enquadrant en una cara així?». Bette només va rodar dues pel·lícules per la Universal, que no renova el seu contracte.
Després d'uns quants papers insignificants amb altres estudis, RKO, Columbia..., decideix tornar a Nova York per tornar a actuar. Va ser llavors quan va rebre una trucada telefònica de George Arliss, un gran actor popular de Warner, que li va oferir un paper protagonista amb ell a The Man Who Played at Being God (1932). Arliss escriu a la seva autobiografia: «Només esperava una interpretació modesta, però aquest petit paper es va convertir en una creació viva i profunda..., com un resplendor que il·lumina un text banal i li comunica emoció i passió. Era un talent que no podia romandre molt de temps a l'ombra». El 1932 es va casar amb Harmon O. Nelson, un jazzman que havia conegut durant els seus estudis, del qual es va divorciar sis anys més tard.

### La reina de la Warner
Després d'aquesta pel·lícula, va signar un contracte de set anys amb la Warner Bros.. Un període que va durar 16 anys i on l'actriu ha de lluitar diàriament per aconseguir bons papers en una firma especialitzada en pel·lícules de gàngsters i que afavoreix sobretot els personatges masculins.

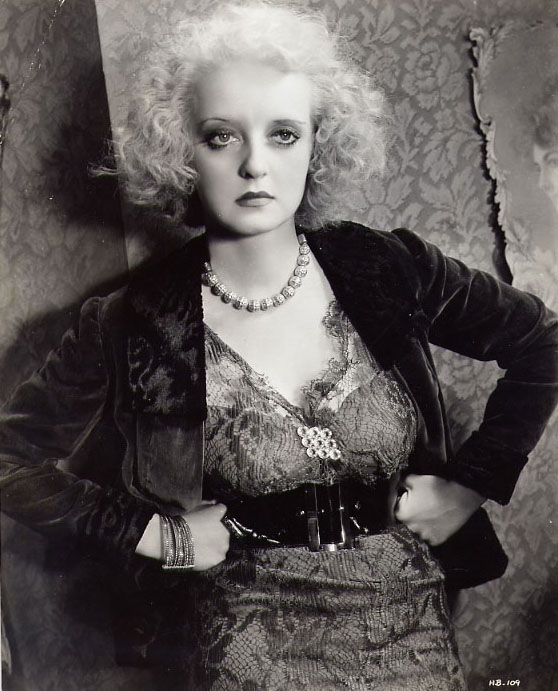
Bette Davis a Captius del desig (1934).

Tanmateix, Bette Davis no para de rodar, la veiem en vint-i-cinc pel·lícules en quatre anys, en concret amb Spencer Tracy a Vint mil anys sota clau (1933) i amb James Cagney a Jimmy the Gent (1935), dos pel·lícules de Michael Curtiz. El 1934, Bette Davis va assetjar, durant mesos, Jack Warner, un dels caps de Warner, per obtenir el paper de Mildred Rogers a Captius del desig. Finalment cedeix i la presta a la RKO. Ella dirà: «Els meus empresaris consideraven que donar-me el paper d'una heroïna tan detestable equivaldria a un suïcidi artístic... Suposo que em van identificar amb el personatge i van considerar que érem molt dignes els uns dels altres». Bette va aconseguir un gran reconeixement de la crítica, però la pel·lícula va ser un fracàs comercial.

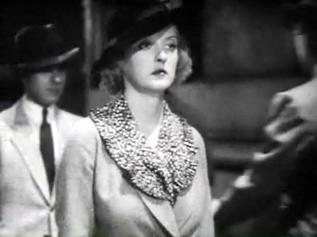
Dangerous (1935).

Després va fer una altra composició de puta remarcable a Bordertown (1935), abans de ser consagrada a Dangerous (1936) per la qual va guanyar el seu primer Oscar a la millor actriu. Els germans Warner, però, li rebutgen dos papers que ella volia fer: La reina Elisabet I d'Anglaterra al costat de Katharine Hepburn a Maria Estuard i Alícia a Alícia al país de les meravelles. Però li donen un bon personatge a The Petrified Forest i després la releguen a dues pel·lícules mediocres.
Després comencen els conflictes amb els seus productors. Insatisfeta amb els seus guions i després d'haver-se negat a rodar una pel·lícula, Bette tanca la porta de Warner i marxa de Hollywood cap a Londres on se li ofereixen dues pel·lícules. Aleshores comença una demanda entre ella i Warner. La perd però Jack Warner, magnànim, la perdona i paga les despeses de la demanda (Olivia de Havilland té més èxit, també presenta una demanda el 1943 contra Warner i la guanya el 1945). Bette Davis és finalment guanyadora perquè, després d'aquest plet perdut, Warner li confia guions de millor qualitat.
El seu retorn a Hollywood es fa a la pel·lícula Marked Woman (1937) al costat d’Humphrey Bogart que li permet tornar a demostrar les seves qualitats dramàtiques. Va començar així un nou començament a Warner, que li va oferir una sèrie de pel·lícules els guions de les quals van ser escrits especialment per a ella. Va seguir The Last Fight amb Edward G. Robinson i Humphrey Bogart, That Certain Woman amb Henry Fonda, It's Love I'm After amb Leslie Howard i Olivia de Havilland.
Sol·licitada pel paper de Scarlett O'Hara de Allò que el vent s'endugué, el va rebutjar, no volent acabar al costat d’Errol Flynn (condició de Warner per prestar Bette Davis a David O. Selznick) a qui considera massa mediocre per al paper de Rhett Butler.

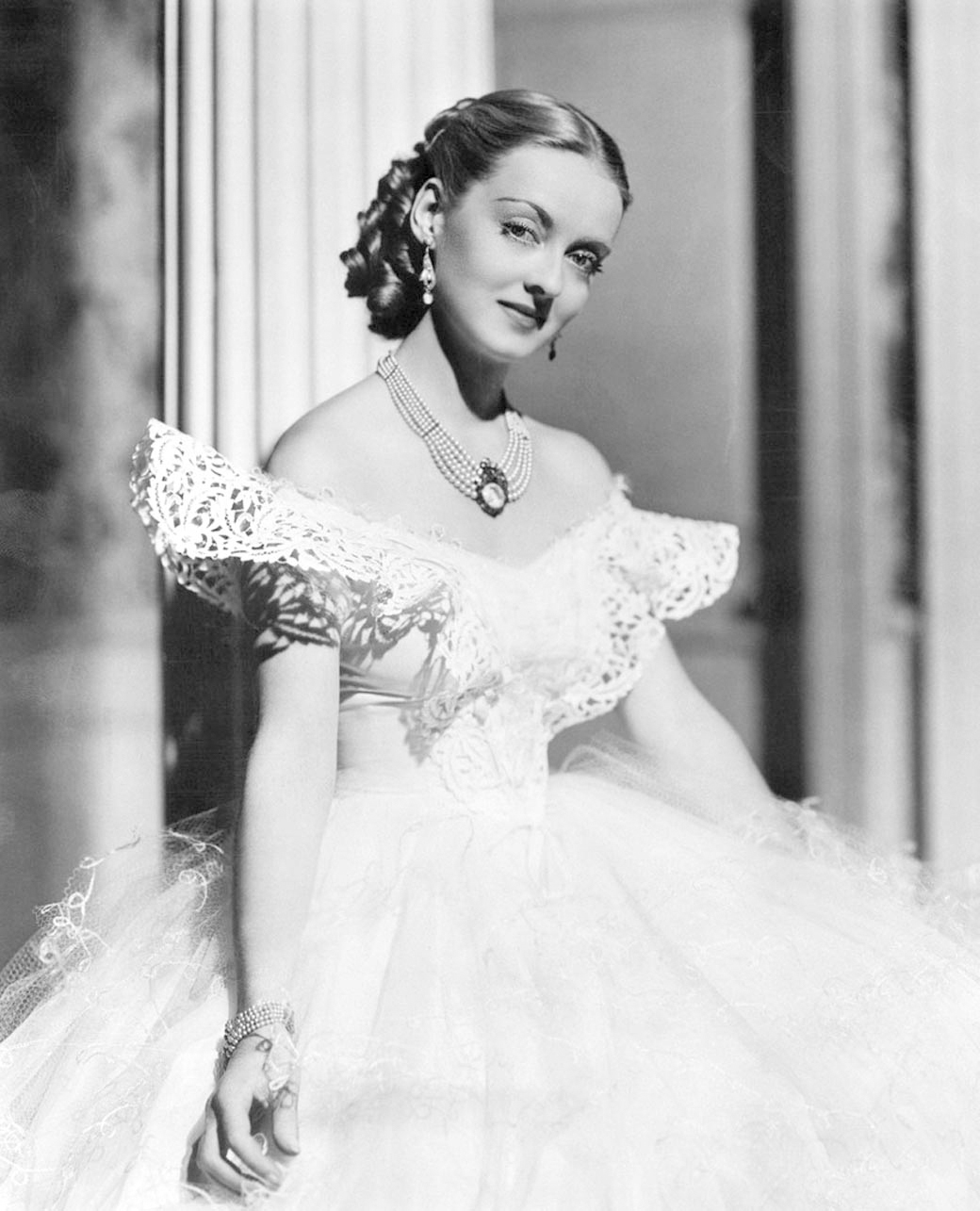
Jezebel (1938).

Aleshores Jack Warner li va oferir Jezebel (1938), una pel·lícula que s'assemblava estranyament Allò que el vent s'endugué. Amb un caràcter fet a mida, l'estrella fa una composició d'allò més notable en aquest sumptuós melodrama dirigit magistralment pel perfeccionista William Wyler. La pel·lícula té un gran èxit. Rep un segon Oscar i allà comença la gran carrera de Bette Davis. Comença una llarga sèrie de nominacions als Oscar.
La seqüela és d'allò més gloriosa, arriba l'època dels grans melodrames on l'actriu dona el millor d'ella mateixa. Amb el drama Dark Victory (1939), va ser nominada per tercera vegada als Oscars. Després van arribar dues pel·lícules històriques el 1939, Juárez i La vida privada d'Elizabeth d'Anglaterra, i altres com La mare soltera (1939), All This, and Heaven Too (1940), The Great Lie (1941) que li van donar el lloc envejable d'una de les deu estrelles de Hollywood a la part superior de la taquilla...
El punt àlgid d'aquest període és la seva col·laboració amb William Wyler. Després de Jezebel, es va distingir en els papers de noies: a La carta (1940), interpreta a una assassina i a La lloba (1941) interpreta a una dona monstruosa, cobdiciosa i manipuladora (té una nominació a l'Oscar per cadascuna d'aquestes dues pel·lícules), que la consagra com una actriu popular i Reina de Warner. Malauradament van esclatar conflictes entre el director i l'actriu, i William Wyler, malgrat aquestes obres mestres rodades juntes, ja no va treballar més amb Bette Davis.

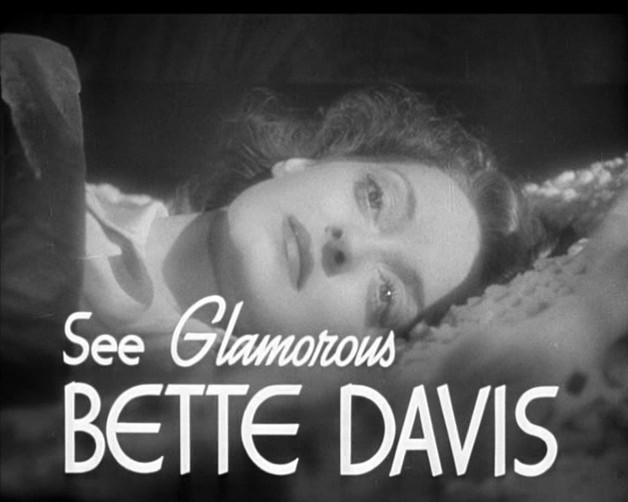
Dark Victory (1939).

Una pel·lícula completa aquest període, model del gènere, Now, Voyager (1942) que li val la sisena nominació. Encara té una setena nominació per a Mr. Skeffington (1944). El 1942, va fundar i dirigir Hollywood Canteen, una organització d'ajuda als veterans de la Segona Guerra Mundial, i va aparèixer a la pel·lícula homònima.
També va crear la seva pròpia productora BD Incorporated el 1946. The Thief amb Glenn Ford és l'única pel·lícula produïda per la firma de Bette Davis.
Després d'unes quantes pel·lícules menors, Bette Davis va fer la seva darrera pel·lícula, Beyond the Forest (1949) a l'estil Warner de King Vidor. El rodatge va anar malament amb el director, fins al punt que li demana a Jack Warner un compromís: acabar la pel·lícula amb la condició que l'alliberi del seu contracte amb la Warner Bros. Cansat de les seves demandes, el cap de la Warner acaba acceptant.

### Renovació

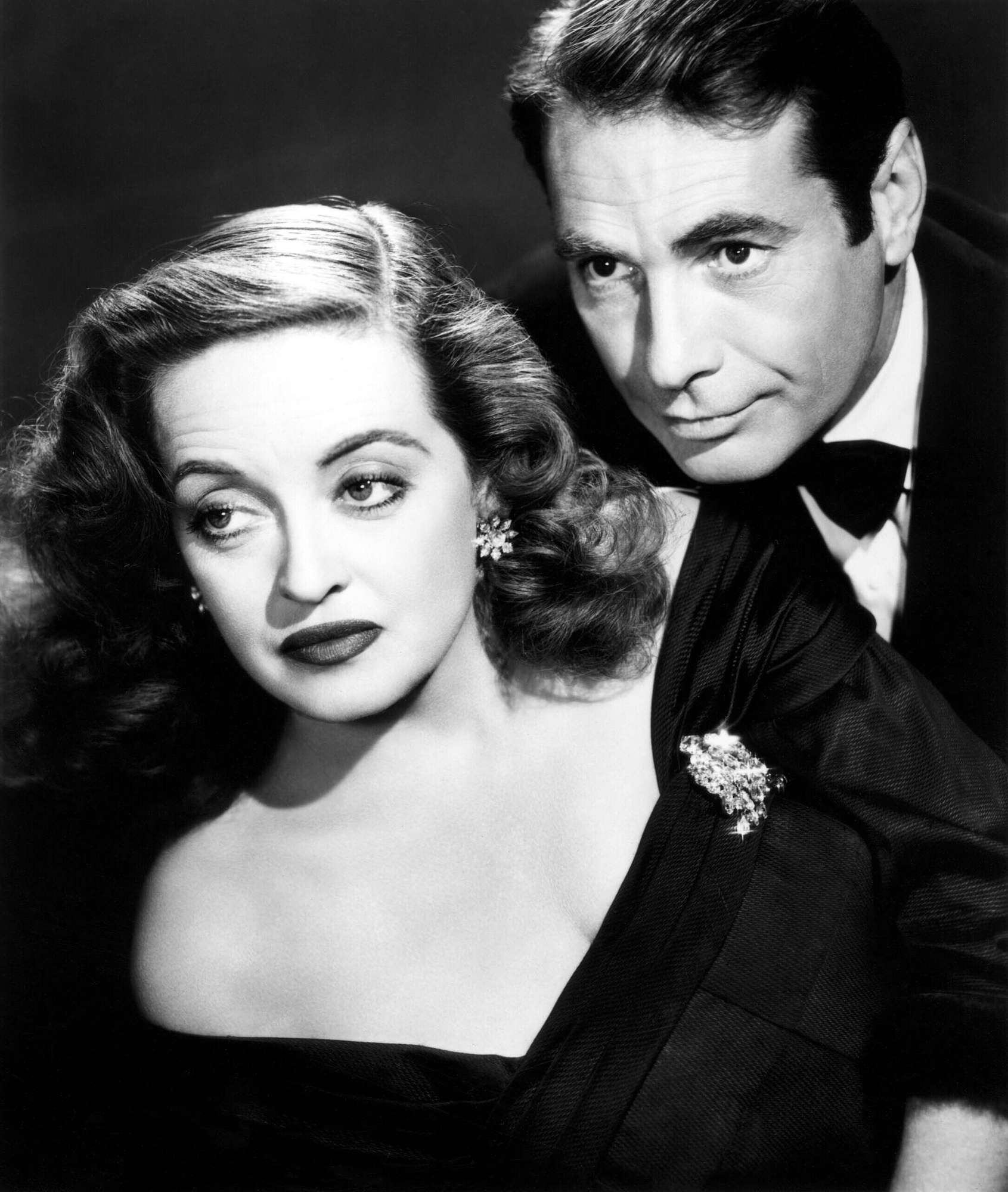
Bette Davis i Gary Merrill a Tot sobre Eva (1950).

Alliberat de totes les limitacions, l'estrella va tornar a la feina i durant el rodatge de Payment on Demand el 1949 (pel·lícula que es va estrenar molt més tard), se li va oferir el magnífic paper de Margo Channing a Tot sobre Eva de Joseph L. Mankiewicz (1950)). A partir d'un guió cínic i subtil que recrea el món dels teatres i la competència desenfrenada entre artistes, la pel·lícula és una obra mestra portada per diàlegs càustics i saborosos, la precisió de les seves notacions psicològiques, la notable interpretació de tots els seus actors (a més a més, 5 de les 14 nominacions a l'Oscar de la pel·lícula van als seus intèrprets) i l'elegant posada en escena d'un cineasta en estat de gràcia, l'autèntic eix del projecte. Eva és, sens dubte, la més perfecta de les pel·lícules de Bette Davis, oferint una actuació inoblidable aclamada per unanimitat per la crítica i coronada per una pluja de premis, entre els quals el premi a la millor actriu a Cannes.
Després del seu immens èxit teatral, Eva va rebre catorze nominacions als Oscar el 1950. Va guanyar sis estatuetes, incloent-hi les de millor pel·lícula, millor director i millor guió. Per a la seva vuitena nominació, Bette Davis competeix amb les seves coprotagonistes Anne Baxter i Gloria Swanson per la pel·lícula Sunset Boulevard. Però totes tres són derrotades per Judy Holliday per la seva actuació a Nascuda ahir.
Després d'aquest punt àlgid, la carrera de Bette es va enfonsar amb els anys i, a part de The Star, pel·lícula per a la qual va rebre una novena nominació, va haver d'esperar als anys seixanta per viure un renaixement.
Mentrestant es va casar, el 1940, amb Arthur Farnsworth, que va morir el 1943, i amb William Grant Sherry el 1945 (naixement de la seva primera filla Barbara el 1947, i es va divorciar el 1949), es va tornar a casar el 1950, una quarta i última vegada, amb Gary Merrill, amb qui adopta dos fills: Margot el 1952 i Michael el 1953. Es va divorciar el 1960.
L'any 1961, dues pel·lícules venen per restaurar-ne la imatge. Frank Capra, en primer lloc, li ofereix Un gàngster per a un miracle en què és divertida, commovedora, grandiosa com un vell vagabund en temps de la llei seca, i sobretot Què se n'ha fet, de Baby Jane? de Robert Aldrich on compon, al costat d'un altre monstre sagrat de la gran època Joan Crawford, un gran personatge guignolesc que li va valer un immens èxit arreu del món, encara que la seva rivalitat es va convertir en un enfrontament durant el rodatge. Va ser nominada per desena i última vegada als Oscars, i va tenir el disgust de veure Crawford recollir el guardó previst en lloc de la guanyadora, Anne Bancroft, que aleshores estava absent.

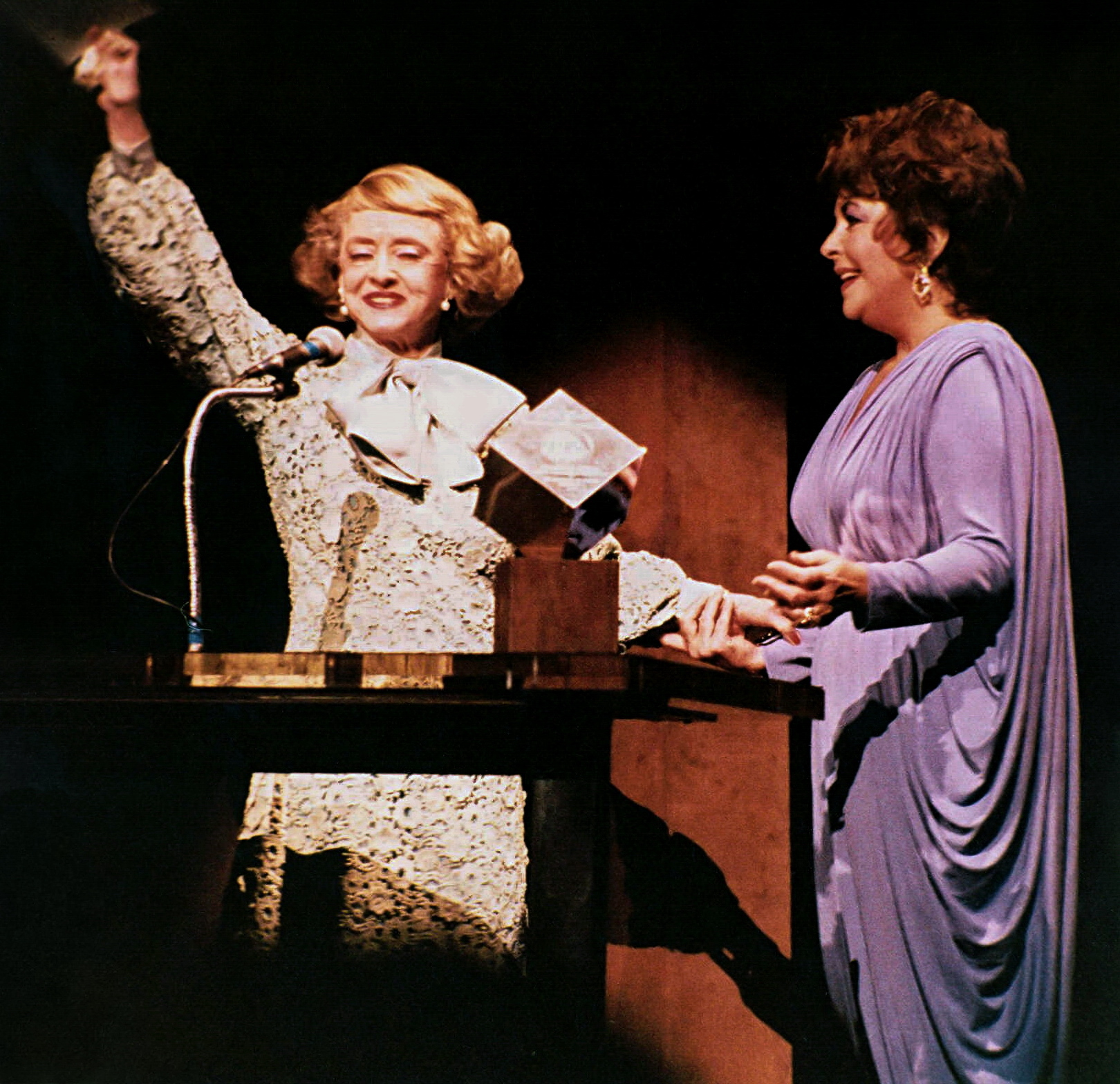
Bette Davis i Elizabeth Taylor el 1981.

«Mare de tres fills de 10, 11 i 15 anys, divorciada, de nacionalitat americana, 30 anys d'experiència en l'àmbit cinematogràfic, encara alerta i més agradable del que diu el rumor públic, busca feina estable a Hollywood. Coneix Broadway. Bette Davis. Referències de suport». Aquest anunci l'actriu el va publicar, per falta de feina, en un setmanari del setembre 1962. Arran d'aquest missatge, Jack Warner la va contactar per rodar Dead Ringer (1964) amb el seu amic Paul Henreid, que era un dels seus socis a la pantalla, com a director. Va fer una segona pel·lícula amb Aldrich, Hush… Hush, Sweet Charlotte (1964), en la mateixa línia que l'anterior, però sense Joan Crawford que es va retirar i va ser substituïda per consell de Bette Davis, per la seva amiga Olivia de Havilland. Encara és admirable a Lo scopone scientifico (1972) de Luigi Comencini i a The Whales of August (1987) al costat d'una estrella del cinema mut, Lillian Gish.
El final de la seva carrera és menys brillant. Fa moltes pel·lícules menors, però moltes incursions al teatre i a la televisió.
A principis dels anys setanta, va deixar els Estats Units i es va instal·lar a França a Neuilly-sur-Seine, no lluny de casa de la seva gran amiga, Olivia de Havilland. Torna periòdicament als Estats Units, amb motiu de diversos projectes al cinema, a la televisió i fins i tot al teatre.

### Mort
Bette Davis va morir de càncer de mama el 6 d'octubre de 1989 a l’Hospital Americà de Neuilly-sur-Seine, als 81 anys. Descansa al Forest Lawn Memorial Park Cemetery a Hollywood Hills (Los Angeles), Califòrnia.

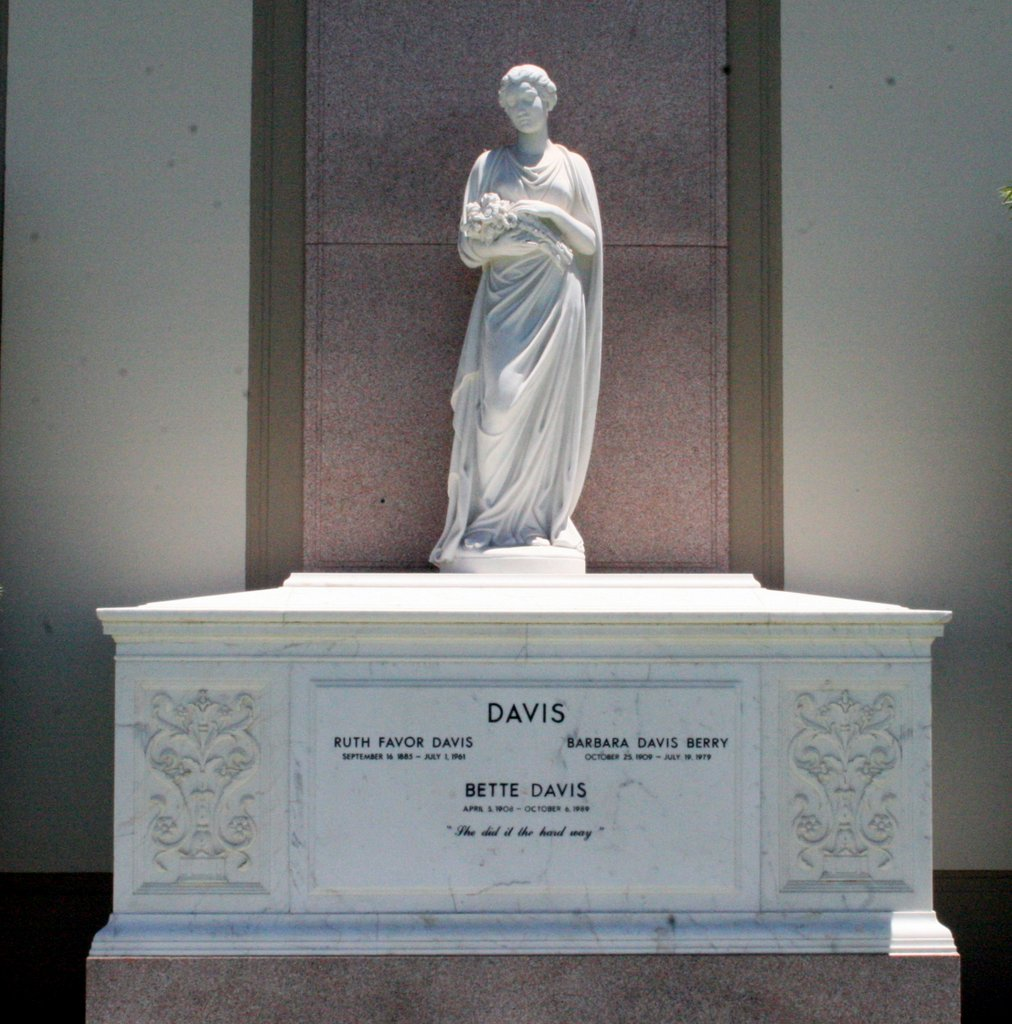
Tomba de Bette Davis al Forest Lawn Memorial Park Cemetery a Hollywood Hills (Los Angeles).

## Filmografia
- 1931: The Bad Sister, Seed i Waterloo Bridge
- 1932: Way Back Home, The Menace, Hell's House, The Man who Played God, So Big, The Rich Are Always With Us, The Dark Horse, Cabin in the Cotton i Three on a Match
- 1933: 20.000 Years in Sing Sing, Parachute Jumper, The Working Man, Ex-Lady i Bureau of Missing Persons
- 1934: The Big Shakedown, Fashions of 1934, Jimmy the Gent, Fog Over Frisco, Captius del desig i Housewife
- 1935: Bordertown, The Girl from Tenth Avenue, Front Page Woman, Special Agent i Dangerous
- 1936: The Petrified Forest, The Golden Arrow i Satan Met a Lady
- 1937: Marked Woman, Kid Galahad, That Certain Woman i It's Love I'm After
- 1938: Jezebel i The Sisters
- 1939: Dark Victory, Juarez, La mare soltera i The Private Lives of Elizabeth and Essex
- 1940: La carta i All This, and Heaven Too
- 1941: The Great Lie, The Bride Came C.O.D., La lloba i L'home que va venir a sopar
- 1942: In This Our Life i Now, Voyager
- 1943: Old Acquaintance, Watch on the Rhine i Thank Your Lucky Stars
- 1944: Mr. Skeffington i Hollywood Canteen
- 1945: The Corn Is Green
- 1946: A Stolen Life i Deception
- 1948: Winter Meeting i June Bride
- 1949: Beyond The Forest
- 1950: All About Eve
- 1951: Payment on Demand
- 1952: Another Man's Poison, Phone Call from a Stranger i The Star
- 1955: The Virgin Queen
- 1956: The Catered Affair i Enmig de la tempesta
- 1959: John Paul Jones i The Scapegoat
- 1961: Pocketful of Miracles i Què se n'ha fet, de Baby Jane?
- 1964: Dead Ringer, The Empty Canvas, Where Love Has Gone i Hush… Hush, Sweet Charlotte
- 1965: The Nanny
- 1968: The Anniversary
- 1969: Connecting Rooms
- 1971: Bunny O'Hare
- 1972: Madame Sin
- 1972: Lo Scopone scientifico i The Judge and Jake Wyler (televisió).
- 1973: Scream, Pretty Peggy (televisió)
- 1974: Hello! Mother, Goodbye (televisió)
- 1976: Burnt Offerings, Return From Witch Mountain i The Disappearance of Aimee (televisió)
- 1978: The Dark Secret of Harvest Home (miniserie de televisió) i Mort al Nil (Death on the Nile)
- 1980: Watcher in the Woods, Skyward (televisió), A Piano for Miss Cimino (televisió) Little Gloria, Happy at Last (televisió)
- 1983: Hotel (sèrie de televisió) i Right of Way (televisió)
- 1985: Murder with Mirrors (televisió)
- 1987: The Whales of August
- 1989: Wicked Stepmother i As Summers Die (televisió)[7]

## Premis i nominacions
Al llarg de la seva carrera, Bette Davis va aconseguir diversos premis i nominacions:

### Premis
- Oscar a la millor actriu
  - Dangerous (TV, 1935)
  - Jezebel (1938)
- Millor actriu al Festival de Cinema de Canes per All About Eve (1950)
- Premis César: César Honorari (1986)
- Premis Emmy: Outstanding Lead Actress in a Limited Series or a Special for Strangers per The Story of a Mother and Daughter (1979)
- Globus d'Or: Premi Cecil B. DeMille per tota una vida dedicada al cinema (1974)
- Copa Volpi a la millor actriu al Festival de Cinema de Venècia (1989)
- Lifetime Achievement Award al Festival de Cinema de Sant Sebastià per Kid Galahad (1937)

### Nominacions
- Oscar a la millor actriu:
  - Dark Victory (1939)
  - The Letter (1940)
  - The Little Foxes (1941)
  - Now, Voyager (1942)
  - Mr. Skeffington (1944)
  - All About Eve (1950)
  - The Star (1952)
  - Whatever Happened to Baby Jane? (1962)
- BAFTA a la millor actriu estrangera per What Ever Happened to Baby Jane? (1962)
- Premis Emmy: 
  - Outstanding Lead Actress in a Limited Series or a Special per White Mama (1980)
  - Outstanding Supporting Actress in a Limited Series or a Special per Little Gloria... Happy at Last (1983)
- Globus d'Or a la millor actriu dramàtica:
  - All About Eve (1951)
  - What Ever Happened to Baby Jane? (1963)

## Autobiografies
- Davis, Bette. The lonely life : an autobiography. Berkley ed.  Nova York: Berkley Books, 1990. ISBN 0-425-12350-2.
- [9]